# Susanna Griso
Susanna Griso Raventós, née le 8 octobre 1969 à Barcelone (Espagne), est une journaliste et animatrice de télévision espagnole. Elle a trois enfants et est mariée avec Carles Torras qui est aussi journaliste.

## Biographie
Susanna Griso naît dans une famille de la haute bourgeoisie de Barcelone : son père est industriel dans le secteur textile et sa mère provient de la famille propriétaire de Codorníu, la fameuse marque de cava. 
Susanna Griso obtient une licence en journalisme à l'Université autonome de Barcelone (UAB). Elle fait ses débuts professionnels à Radio Sant Cugat. Elle travaille ensuite à Catalunya Ràdio. En 1993, elle présente l'émission d'entretiens Tres senyores i un senyor, et en 1995 le téléjournal Telenotícies ainsi qu'une émission spéciale de fin d'année (Resum de l'any). Susanna Griso présente le journal de la mi-journée L'Informatiu de TVE Catalunya en 1997-1998. À la même époque, elle est chargée de commenter l'enterrement de Lady Di et le mariage de l'infante Cristina avec Iñaki Urdangarín.
En 1998, Susanna Griso est recrutée par Antena 3, où elle présente Noticias 1 avec Matías Prats. En décembre 2006, elle commence à présenter le magazine d'actualité Espejo Público tous les matins.

### Distinctions
En 2006, Susanna Griso reçoit le prix Antena de Oro puis, deux ans plus tard, le Micrófono de Oro. Elle remporte le prix Ondas de meilleure présentatrice de télévision en 2010 pour son naturel et le sérieux de son travail. En 2014,  son émission Espejo Público reçoit le prix Iris de la Academia de la Televisión.

### Engagement social
Susanna Griso a collaboré en 2010 avec l'exposition photographique Mujeres al natural ("Femmes au naturel") en appui à la recherche sur le cancer.